# 中华人民共和国曾更名城市列表

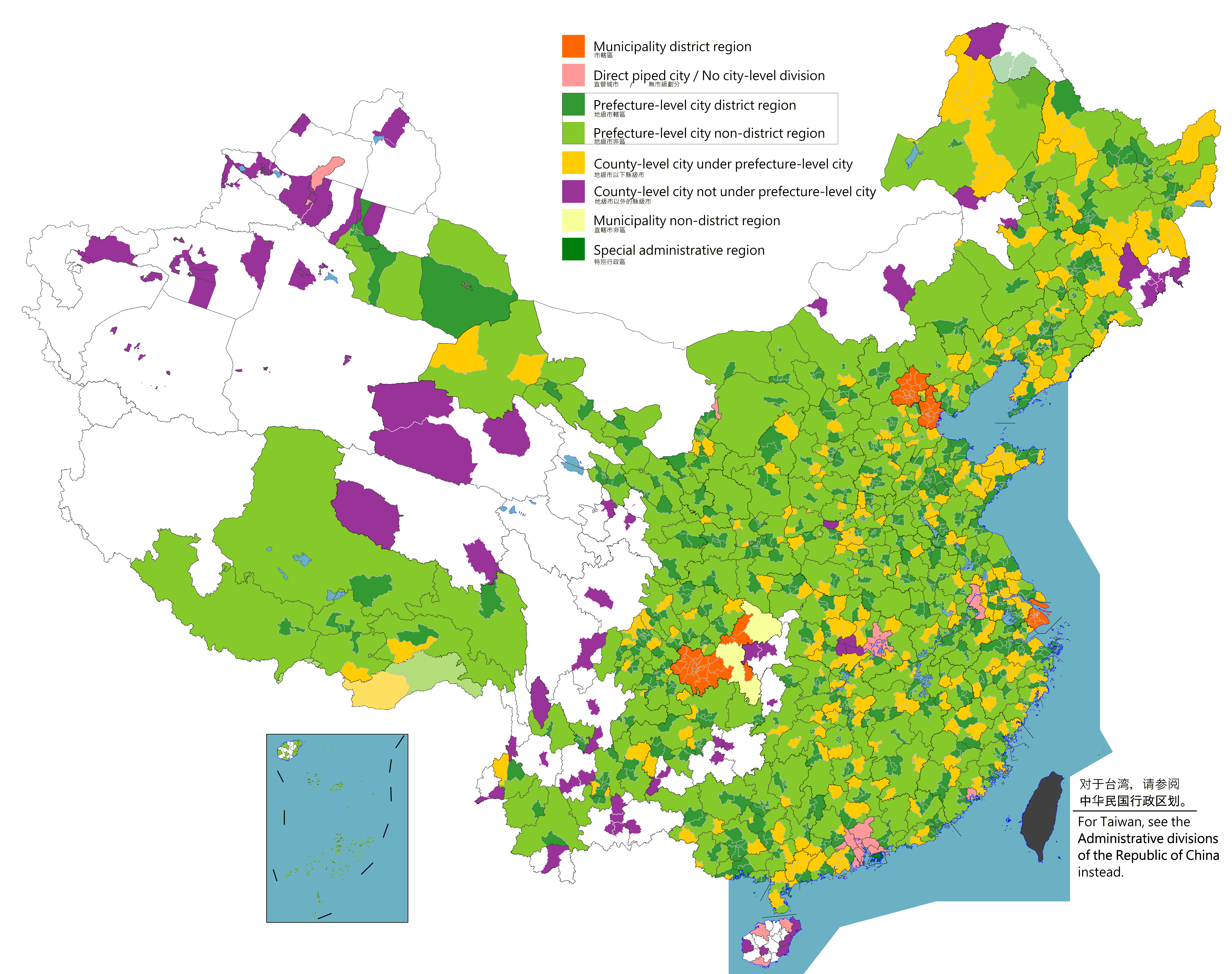
中华人民共和国城市类型及分布（至年日）

本列表介绍中华人民共和国成立以来曾经更改地名的城市。现时中华人民共和国的城市建制包括省级性质的直辖市、地级性质的地级市和县级性质的县级市。截至2025年3月14日，中华人民共和国共有25个城市更改其地名。其中最早更名的城市为北平市，于1949年9月27日更名为北京市。最近更名的城市为襄樊市，于2010年11月26日更名为襄阳市。这些城市的更名，有的是因撤销地区（或专区）改设地级市（通称“撤地设市”）过程中发生的城市设立或切分、兼并所引起，有的则是因所辖地域历史上归属情况复杂所致，还有的是想要恢复为城市历史上的曾用名。同时，这些更名中也不乏受到特定时代社会背景影响的情况，如1949年后的地名清理中，对存在如影响对外关系、歧视少数民族等情况的地名进行更改；又如改革开放后，各地为挖掘本地历史文化资源和打造旅游名片而争夺历史古地名或以本地风景名胜来重新命名等。

## 列表
| 城市原名 | 设市时间       | 设市方式                                         | 城市新名   | 更名时间       | 备注                                                           |
| -------- | -------------- | ------------------------------------------------ | ---------- | -------------- | -------------------------------------------------------------- |
| 北平市   | 1928年6月28日  | 设立北平特别市，后降格为北平市                   | 北京市     | 1949年9月27日  | 北平市更名北京市                                               |
| 兴山市   | 1945年12月20日 | 撤销兴山街建制而设                               | 鹤岗市     | 1949年11月24日 | 兴山市更名鹤岗市                                               |
| 西安市   | 1948年10月15日 | 由西安县析置                                     | 辽源市     | 1952年4月3日   | 西安市更名辽源市                                               |
| 南郑市   | 1949年12月6日  | 由南郑县析置                                     | 汉中市     | 1953年10月24日 | 南郑市更名汉中市                                               |
| 迪化市   | 1945年11月1日  | 由迪化县析置                                     | 乌鲁木齐市 | 1954年2月1日   | 迪化市更名乌鲁木齐市                                           |
| 归绥市   | 1928年9月      | 由归绥县析置:60                                  | 呼和浩特市 | 1954年4月20日  | 归绥市更名呼和浩特市:100                                       |
| 新海连市 | 1949年11月     | 新海市、连云市合并而设                           | 连云港市   | 1961年9月2日   | 新海连市更名连云港市                                           |
| 安东市   | 1937年12月     | 由安东县析置:251                                 | 丹东市     | 1965年1月20日  | 安东市更名丹东市:253                                           |
| 濉溪市   | 1960年4月6日   | 由濉溪县、萧县析置                               | 淮北市     | 1971年3月30日  | 濉溪市更名淮北市                                               |
| 安达市   | 1960年4月29日  | 撤销安达县建制而设                               | 大庆市     | 1979年12月14日 | 安达市更名大庆市                                               |
| 旅大市   | 1950年12月1日  | 旅大行署区、大连市合并而设:81                    | 大连市     | 1981年2月9日   | 旅大市更名大连市:207                                           |
| 梅州市   | 1979年3月      | 撤销梅州镇建制而设                               | 梅县市     | 1983年12月22日 | 梅州市与梅县合并设置梅县市                                     |
| 渡口市   | 1965年4月22日  | 撤销攀枝花特区建制而设                           | 攀枝花市   | 1987年1月23日  | 渡口市更名攀枝花市                                             |
| 达县市   | 1976年1月      | 由达县析置                                       | 达川市     | 1993年7月5日   | 达县市更名达川市                                               |
| 浑江市   | 1959年3月23日  | 撤销临江县建制而设                               | 白山市     | 1994年1月31日  | 浑江市更名白山市                                               |
| 大庸市   | 1985年5月      | 撤销大庸县建制而设                               | 张家界市   | 1994年4月4日   | 大庸市更名张家界市                                             |
| 锦西市   | 1956年9月11日  | 撤销锦西县建制而设                               | 葫芦岛市   | 1994年9月20日  | 锦西市更名葫芦岛市，葫芦岛区更名龙港区                         |
| 荆沙市   | 1994年9月29日  | 荆州地区、沙市市、江陵县合并而设                 | 荆州市     | 1996年11月20日 | 荆沙市更名荆州市                                               |
| 枝城市   | 1987年11月30日 | 撤销宜都县建制而设                               | 宜都市     | 1998年6月11日  | 枝城市更名宜都市                                               |
| 蒲圻市   | 1986年5月      | 撤销蒲圻县建制而设                               | 赤壁市     | 1998年6月11日  | 蒲圻市更名赤壁市                                               |
| 淮阴市   | 1983年3月      | 撤销淮阴专区建制而设                             | 淮安市     | 2000年12月21日 | 淮阴市更名淮安市，淮安市（县级）更名楚州区                     |
| 通什市   | 1986年6月12日  | 由保亭县、琼中县、乐东县、海南黎族苗族自治州析置 | 五指山市   | 2001年7月5日   | 通什市更名五指山市                                             |
| 铁法市   | 1981年9月21日  | 由铁岭县、法库县析置                             | 调兵山市   | 2002年2月20日  | 铁法市更名调兵山市                                             |
| 北宁市   | 1995年3月21日  | 撤销北镇满族自治县建制而设                       | 北镇市     | 2006年2月8日   | 北宁市更名北镇市                                               |
| 思茅市   | 1993年3月25日  | 撤销思茅地区建制而设                             | 普洱市     | 2007年1月21日  | 思茅市更名普洱市，普洱哈尼族彝族自治县更名宁洱哈尼族彝族自治县 |
| 潞西市   | 1996年10月28日 | 撤销潞西县建制而设                               | 芒市       | 2010年7月12日  | 潞西市更名芒市                                                 |
| 襄樊市   | 1950年5月      | 由襄阳县襄城区、樊城区析置                       | 襄阳市     | 2010年11月26日 | 襄樊市更名襄阳市，襄阳区更名襄州区                             |

## 外部連結
- 中华人民共和国县级以上行政区划变更情况（页面存档备份，存于）